# Donnezac
Donnezac ist eine französische Gemeinde mit 929 Einwohnern (Stand: 1. Januar 2022) im Département Gironde in der Region Nouvelle-Aquitaine. Sie gehört zum Arrondissement Blaye und zum Kanton Le Nord-Gironde. Die Einwohner werden Donnezacais genannt.

## Geografie
Die Gemeinde Donnezac liegt etwa 36 Kilometer nordnordöstlich von Bordeaux und 23 Kilometer nordöstlich von Blaye an der Grenze zum Département Charente-Maritime. Durch die Gemeinde fließt der Fluss Livenne. Umgeben wird Donnezac von den Nachbargemeinden Val-de-Livenne im Nordwesten und Norden, Montendre im Nordosten, Corignac im Osten, Bussac-Forêt im Südosten, Saint-Savin im Süden sowie Reignac im Westen.

## Bevölkerungsentwicklung
| Jahr                       | 1962 | 1968 | 1975 | 1982 | 1990 | 1999 | 2011 | 2020 |
| Einwohner                  | 873  | 825  | 763  | 781  | 780  | 778  | 858  | 925  |
| Quellen: Cassini und INSEE |      |      |      |      |      |      |      |      |

## Sehenswürdigkeiten
- Kirche Notre-Dame
- ehemalige Kapelle Saint-Roch im Ortsteil Gablezac

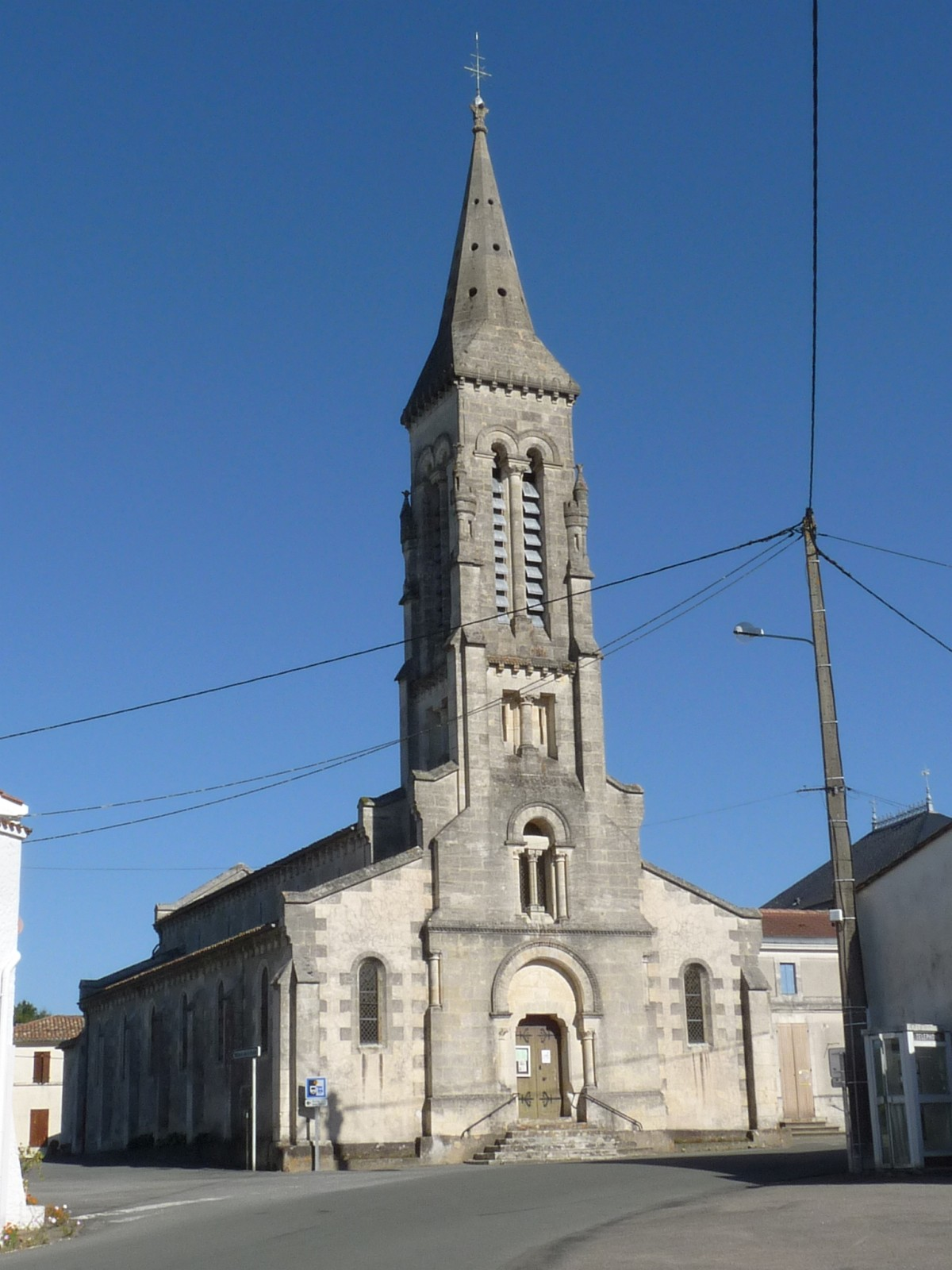
Kirche Notre-Dame
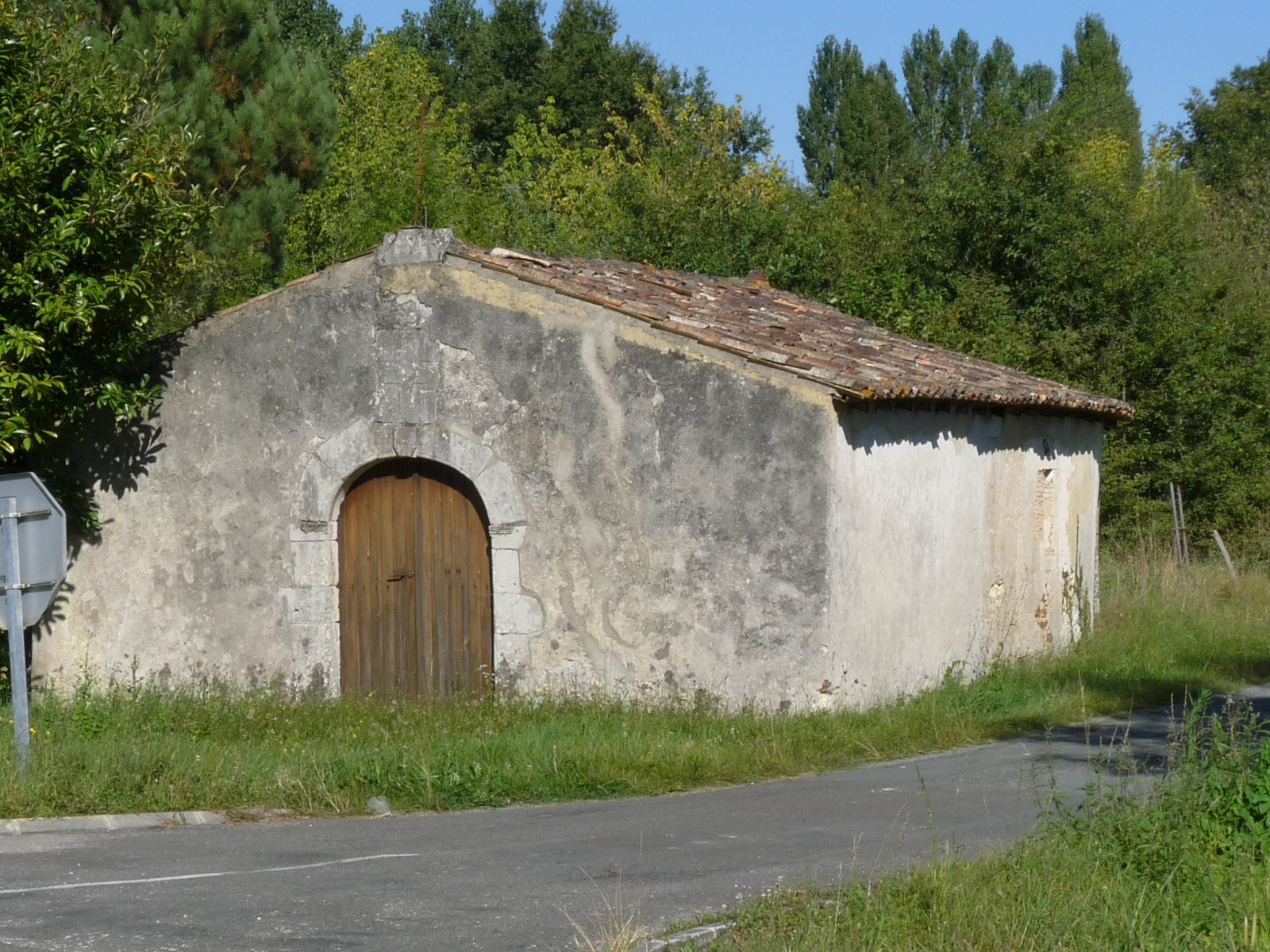
Reste der Kapelle Saint-Roch